# Орешкин, Александр Львович
Алекса́ндр Льво́вич Оре́шкин (15 июля 1961, Ленинград) — российский дартсмен, участник чемпионатов мира (PDC). Является одним из сильнейших дартсменов России. Известен своей нестандартной внешностью и манерой игры.
Мастер спорта России международного класса. 15-кратный чемпион России. В 2017 году в паре с Борисом Кольцовым выиграл Кубок мира WDF.

## Биография
С 1983 по 2006 годы служил в органах ФСБ. Уволился в связи с выходом на пенсию в звании подполковника.

По словам Орешкина, попытки проявить свою индивидуальность он предпринимал ещё в годы службы, за что неоднократно получал выговоры от начальства:
— Я всегда стремился быть самим собой и не подстраиваться под других. Тридцать три года, пока я служил Родине, любая индивидуальность была под запретом. От нас требовали быть одинаковыми, «по уставу». Но нутро не скроешь, я делал попытки проявить себя, выделиться из общей массы, за что был неоднократно наказан. И выговоры были, и премий лишали. Помню, свой первый выговор я получил ещё в военном училище в конце семидесятых годов, тогда ушил брюки-галифе, сделал их узкими. А через несколько лет, когда я уже был майором, меня наказали, но теперь уже за нестандартную прическу. Но я никому ничего не доказывал, просто всегда считал, что человек должен быть таким, какой он есть.

## Карьера
Дартсом занимается с 2000 года, однако серьёзную подготовку начал лишь в 2006 году, когда вышел на пенсию.
На чемпионате мира дебютировал в 2016 году, победив в российском отборе Антона Колесова. В предварительном раунде турнира, проходившего в Лондоне, Орешкин победил опытного дартсмена из Сингапура Пола Лима в решающем леге, а в первом раунде уступил в упорной борьбе Мервину Кингу со счётом 2-3 по сетам. Вместе с Борисом Кольцовым они представляли Россию на Кубке мира, где в первом раунде проиграли команде Нидерландов (Майкл ван Гервен и Раймонд ван Барневельд) со счётом 3–5.
С тем же составом Россия была представлена на Кубке мира год спустя. В первом раунде Орешкин и Кольцов победили команду Гонконга со счётом 5–3 (стоит отметить, что матчи первого раунда проходят до пяти выигранных легов, все леги играются в паре, а начиная со второго раунда — отдельными поединками отдельных игроков) и попали на австралийцев с Саймоном Уитлоком и Кайлом Андерсоном в составе. Орешкин победил Андерсона, а Кольцов уступил Уитлоку, и таким образом игра перешла в решающий сет, который игрался парами. Россияне победили в нём, выиграв 4 лега из 4, и вышли в четвертьфиналы. Там повторить успех им не удалось, и они в одиночных поединках уступили Гервину Прайсу и Марку Уэбстеру.
В 2017 году в Москве состоялся отборочный турнир на чемпионат мира 2018, в котором Орешкин без проблем прошёл в финальный раунд отбора. В четвертьфинале в напряжённом поединке он победил Романа Обухова (6–5 по легам), в полуфинале с тем же счётом был обыгран Максим Белов. Финальный поединок отборочного турнира проводился в формате до 3 выигранных сетов, а соперников Александра был Борис Кольцов. В этом матче, который продолжался около часа, победу одержал Орешкин и получил путёвку на чемпионат мира, на котором выступить удачно не вышло, и уже в предварительном раунде он проиграл немцу Кевину Мюнху, выиграв только один лег из шести возможных, а максимальный чек-аут дартсмена составил всего 10 очков. Также худшим на турнире оказался и средний набор очков за подход: всего 76,7 очков (для сравнения, все остальные игроки набрали больше 80).

## Манера игры
Играет сверхлёгкими дротиками Shot 18g. Бросает левой рукой, на которой носит браслеты, кольца и перстни — помимо эстетической функции, они выполняют роль утяжелителей, помогая лучше балансировать и прицеливаться. При броске не разгибает до конца руку и не «бросает» кисть вперёд. Сам Орешкин признавался, что технику броска ему пришлось изучать самостоятельно:
— Да, бросок у меня «индивидуальный», потому что я учился сам. Когда я осваивал дартс, у меня не было инструкций, рядом не было игроков, которые бы научили меня правильному броску, стойке. Я не разгибаю до конца руку при броске, так мне было удобно. Но, когда я узнал, как правильно должна идти рука, я решил переучиться, чтобы поставить правильный бросок. Я понимаю, что бросок должен быть стабильным, а стабильно легче руку всегда разгибать, чем одинаково не разгибать. В общем, нет предела совершенству.
Играет в размеренном темпе, любит между подходами отойти от мишени, сделать глоток воды и настроиться.
Британские комментаторы называют Орешкина «Russian Whitlock» за схожесть в стиле с австралийским дартсменом Саймоном Уитлоком.

## Достижения

### Личные
- Чемпион России (2013)
- Обладатель Кубка России
- Победитель Открытого чемпионата Эстонии (2013)
- Призёр Открытого чемпионата Эстонии (2014)

### Американский крикет
- Чемпион России (2012)

### Парные
- Обладатель Кубка мира WDF (2017)
- Четвертьфиналист Кубка мира PDC (2017)
- Полуфиналист чемпионата Европы (2013)
- Чемпион России (2013-2019, 2021)
- Обладатель Кубка России

### Микст
- Чемпион России (2022)

### Командные
- Обладатель Кубка Мира (2012)
- Бронзовый призёр Кубка Финляндии (2013)
- Чемпион России (2012, 2018, 2019, 2020)

## Результаты на чемпионатах мира

#### PDC
- 2016: первый раунд (проиграл Мервину Кингу 2–3)
- 2018: предварительный раунд (проиграл Кевину Мюнху 0–2)